# Ben Pastor
Ben Pastor (Roma, 4 marzo 1950) è una docente, saggista e scrittrice italiana naturalizzata statunitense.

## Biografia

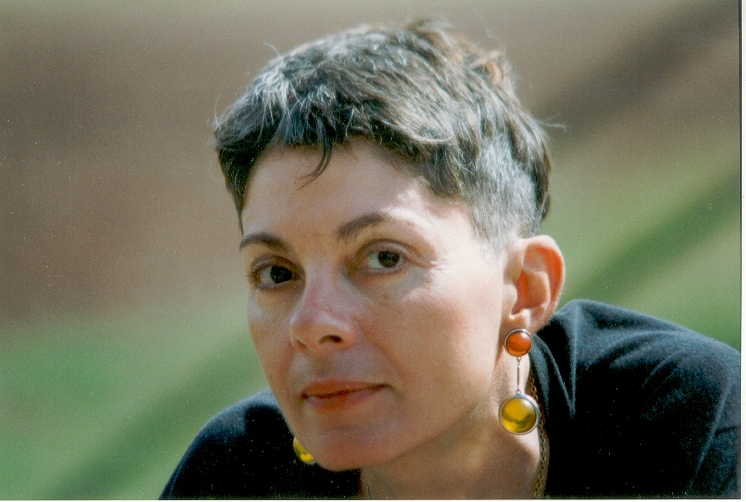
Ben Pastor all'epoca della sua docenza presso il Vermont College della Norwich University

Laureata in Lettere con indirizzo archeologico presso l'Università degli Studi di Roma "La Sapienza", Maria Verbena Volpi (questi il nome e cognome all'anagrafe italiana) subito dopo aver terminato gli studi si trasferisce negli Stati Uniti d'America. Acquisita la cittadinanza statunitense (senza perdere quella italiana), sposa un ufficiale dell'aviazione militare di lontane origini basche da cui mutua legalmente il cognome Pastor (mentre Ben è semplicemente il diminutivo di Verbena), compie una rapida gavetta accademica e diventa docente di Scienze Sociali presso numerose Università (Ohio, Illinois, Vermont). Nel contempo, accanto a un'intensa attività saggistica e didattica in un raggio di interessi che spazia da Federico García Lorca agli studi sulla "mente genocidiale", dall'etnomusicologia al femminismo in letteratura, dall'archeologia greca e latina alla storia dell'emigrazione italiana in Vermont, si cimenta nel giallo storico scrivendo decine di racconti per le principali riviste di letteratura poliziesca, in particolare Alfred Hitchcock's Magazine, The Strand Magazine e Ellery Queen's Mystery Magazine.
Parallelamente si impegna nella narrativa di stampo sovrannaturale, nella fattispecie in ghost stories, storie di fantasmi, con una serie di novelle che riscuotono il plauso di critici e appassionati al punto da essere pubblicate numerose volte su antologie di settore. Tra queste incursioni nelle storie di fantasmi, ci sono i racconti lunghi Remedios and the Men e soprattutto Achille's Grave, ospitato nella raccolta Ghost Writing assieme a contributi, tra gli altri, di John Updike e Peter Straub. In queste opere già compaiono con chiarezza due dei temi portanti della futura narrativa della Pastor: l'amore per l'antichità classica e la dolente disamina della condizione esistenziale dell'uomo in guerra.
Nel 2000 pubblica negli USA Lumen, il primo romanzo poliziesco della serie di Martin Bora, tormentato ufficiale-investigatore tedesco ispirato alla figura di Claus von Stauffenberg, l'attentatore di Hitler nel 1944. Il buon esito di Lumen spinge l'autrice a scrivere ulteriori seguiti che vengono tradotti e pubblicati in Canada, Spagna, Portogallo, Italia, Francia, Regno Unito, Paesi Bassi, Germania, Croazia, Romania, Grecia e Brasile. Escono così Luna Bugiarda, Kaputt Mundi, La canzone del cavaliere, Il morto in piazza, La Venere di Salò, La Morte, il Diavolo e Martin Bora, Il signore delle cento ossa, Il cielo di stagno, I piccoli fuochi, La sinagoga degli zingari e molti altri. Nell'estate del 2025 l'autrice firma un contratto per la pubblicazione di quattro romanzi con Martin Bora con la Lijiang Publishing House (Repubblica Popolare Cinese). I romanzi in questione sono: Lumen, Luna bugiarda, Kaputt Mundi e Il cielo di stagno. 
Fuori dalla serie di Martin Bora scrive I misteri di Praga e La camera dello scirocco che insieme costituiscono un dittico narrativo dove l'autrice, attraverso un composito intreccio giallo ambientato alla vigilia della prima guerra mondiale, rivisita i personaggi e le atmosfere della Praga magica di Franz Kafka e di Joseph Roth. Inoltre scrive Il ladro d'acqua, La Voce del fuoco, Le Vergini di Pietra, La traccia del vento, La grande caccia e La morte delle sirene, primi sei thriller di una serie ambientata nel IV secolo d.C., pubblicata negli USA, in Canada, Italia, Spagna, Polonia, Repubblica Ceca, Ungheria e Brasile, con protagonista uno storico-detective realmente esistito: Elio Sparziano ("Aelius Spartianus"), nome forse fittizio dietro cui si nasconde uno dei compilatori dell'Historia Augusta.
Secondo i critici la narrativa di Ben Pastor si caratterizza per un taglio profondamente influenzato dal postmodernismo, dove le regole classiche del mystery si incontrano e si contaminano con quelle del romanzo storico e del racconto di introspezione psicologica. D'altro canto quello della Pastor è uno stile letterario estremamente sofisticato e articolato frutto, forse, della passione dell'autrice per scrittori quali Herman Melville, Yukio Mishima, Joseph Roth, Toni Morrison, Nikos Kazantzakis e Georges Simenon: influenze che Ben Pastor non ha mai negato, accanto a quelle mutuate da Raymond Chandler, da Hans Hellmut Kirst e dai grandi maestri della letteratura gialla.

## Opere
Romanzi con Martin Bora
1. Lumen, (Lumen, 1999), Hobby & Work Publishing, 2001; Sellerio ed., 2012, traduzione di Paola Bonini
2. Luna bugiarda, (Liar Moon, 2001), Hobby & Work Publishing, 2002; Sellerio ed., 2013, traduzione di Marilia Piccone
3. Kaputt Mundi, (Kaputt Mundi, 2002), Hobby & Work Publishing, 2003, traduzione di Paola Bonini; Sellerio ed., 2015, traduzione di Paola Bonini
4. La canzone del cavaliere, (The Horseman's song, 2003), Hobby & Work Publishing, 2004, traduzione di Paola Bonini; Sellerio ed., 2019, traduzione di Paola Bonini
5. Il morto in piazza, (The Dead in The Square, 2005), Hobby & Work Publishing, 2005, traduzione di Judy Faellini; Sellerio ed., 2017, traduzione di Luigi Sanvito
6. La Morte, il Diavolo e Martin Bora, (Odd Pages, 2008), Hobby & Work Publishing, 2008, traduzione di Judy Faellini e Paola Bonini[1]
7. La Venere di Salò, (The Venus of Salò, 2005), Hobby & Work Publishing, 2006, traduzione di Judy Faellini; Sellerio ed., 2022, traduzione di Luigi Sanvito
8. Il Signore delle cento ossa, (Master of One Hundred Bones, 2010), Sellerio ed., 2011, traduzione di Paola Bonini
9. Il cielo di stagno, (Tin Sky, 2013), Sellerio ed., 2013, traduzione di Luigi Sanvito
10. La strada per Itaca, (The Road to Ithaca, 2014), Sellerio ed., 2014, traduzione di Luigi Sanvito
11. I piccoli fuochi, (The Little Fires, 2016), Sellerio ed., 2016, traduzione di Luigi Sanvito
12. La notte delle stelle cadenti, (The Night of Shooting Stars, 2017), Sellerio ed., 2018, traduzione di Luigi Sanvito
13. La sinagoga degli zingari, (The Gypsy Synagogue, 2021), Sellerio ed., 2021, traduzione di Luigi Sanvito

Romanzi con Karel Heida e Solomon Meisl
1. I misteri di Praga, (Brink Tales, 2002), Hobby & Work Publishing, 2002, traduzione di Paola Bonini, postfazione di Alessandra Calanchi; Mondadori Oscar, 2015
2. La camera dello scirocco, (The Wind Rose Room, 2007), Hobby & Work Publishing, 2007, traduzione di Paola Bonini; Mondadori Oscar, 2016

Romanzi con Elio Sparziano
1. Il ladro d'acqua, (The Water Thief, 2006), Frassinelli editore, 2007; Oscar Mondadori, 2017; Giallo Mondadori, 2020, traduzione di Paola Bonini
2. La Voce del fuoco, (The Fire Waker, 2008), Frassinelli editore, 2008; Oscar Mondadori 2017, traduzione di Paola Bonini
3. Le Vergini di Pietra, (The Stone Virgins, 2007), Sperling & Kupfer editore, 2010; Oscar Mondadori 2017, traduzione di Paola Bonini
4. La traccia del vento, (The Cave of the Winds, 2012), Hobby & Work Publishing, 2012; Oscar Mondadori 2018, traduzione di Luigi Sanvito
5. La grande caccia, (The great chase, 2019), Mondadori editore, 2020, traduzione di Luigi Sanvito
6. La morte delle Sirene, (Death of the Sirens, 2023 ), Mondadori editore, 2023, traduzione di Luigi Sanvito

 Altri romanzi 
1. La fossa dei lupi (o come proseguono I Promessi Sposi), Mondadori editore, 2024

Racconti
- L'uomo dalle scarpe gialle, in A.A.V.V., Cronache di delitti lontani, Hobby & Work Publishing, 2002
- Il sangue dei santi, in A.A.V.V., Fez, struzzi & manganelli, Sonzogno, 2005
- Come Nino Bixio vide i fantasmi, in A.A.V.V., Giallo Sole, Mondolibro, 2005)
- Panis angelicus, in A.A.V.V., Giallo Uovo, Mondolibro, 2006
- La camicia di Nesso,in A.A.V.V., Delitti di regime, Aliberti Editore, 2006
- La fioraia di Keats, in A.A.V.V., Sette colli in nero, Alacràn, 2006
- Tri Brata, in A.A.V.V., Giallo Fiamma, Mondolibro, 2006
- La faccia del vincitore, in A.A.V.V., Il ritorno del Duca, Garzanti, 2007
- Arduino e i pellegrini, in A.A.V.V., Anime nere, Mondadori, 2007
- Vashka, in A.A.V.V., Giallo Oro, Mondolibro, 2007
- Ibis redibis, in A.A.V.V., History & Mystery, Piemme, 2008
- Onegin, in A.A.V.V., Family Day, Sperling & Kupfer, 2008
- Il caso della stroncatura mortale, in A.A.V.V., Seven. 21 storie di peccato e paura, Piemme, 2010
- Il cavaliere, la morte e il diavolo, in A.A.V.V., Eros & Thanatos, Supergiallo Mondadori n. 40, 2010
- Turr alla Nica, in A.A.V.V., Camicie rosse, storie nere, Hobby & Work Publishing, 2011
- Il giaciglio d'acciaio, in A.A.V.V., Un Natale in giallo, Sellerio, 2011
- Quel che vide il soldato Johnson, E-book del Corriere della Sera, 2014
- Chi ha paura di suor Virginia?, in A.A.V.V., Il cuore nero delle donne, Guanda, 2015
- La finestra sui tetti e altri racconti con Martin Bora, Sellerio ed., 2023 (raccolta a cura di Luigi Sanvito)

Racconti inediti in Italia
- What No One Else Did, in Alfred Hitchcock Mystery Magazine, marzo 1982
- The Road to Sarno, in Sensations Magazine, estate 1991
- The Night of the Great Catamount, in Country Courier, vol. 6 – n°. 13, 25 ottobre 1991
- Vinegar Tom and the Witch-Finder General, in The Iconoclast, n°.17
- The Find at Fenham Bog, in Alfred Hitchcock Mystery Magazine, giugno 1993
- The Passage, in Bostonia Magazine, inverno 1993-1994
- The Meeting, in The MacGuffin
- Hardouin and the Monsters, in Ellery Queen Mystery Magazine, agosto 1994
- Papa Mozart in France, in Alfred Hitchcock Mystery Magazine, giugno 1995
- The Case of the Monkey Teapot, in The Strand Magazine, vol. I, 1998
- The Case of the Never-Met Companion, in The Strand Magazine, vol. II, 1999
- The Case of the Accursed Cairene, in The Strand Magazine, vol. III, 1999
- The Case of the Red Alley Murder, in The Strand Magazine, vol. IV, 2000
- The Case of the Monstrous Assailant, in The Strand Magazine, vol. V, 2000
- The Case of the Handsome Ganesha, in The Strand Magazine, vol. VI, 2001
- The Case of the Byronic Hero, in The Strand Magazine, vol. VIII, 2002
- The Case of the Red Mass Barrister, in The Strand Magazine, vol. IX, 2002
- The Case of Iron Man's Trot, in The Strand Magazine, vol. X, 2002

## La situazione editoriale
Nata in Italia e trasferitasi negli Stati Uniti ormai da molti anni, Ben Pastor è perfettamente bilingue. Nel momento in cui scrive i suoi romanzi preferisce però usare l'inglese, diventato sua lingua d'uso quotidiano, nella vita e nel lavoro. Le varie edizioni dei libri sono poi affidate a traduttori professionisti e questo, per volontà della stessa autrice, avviene anche con le versioni italiane da lei rivedute, ma non effettivamente realizzate.
Alcuni romanzi rimangono ancora inediti negli Stati Uniti e di essi esistono soltanto le edizioni europee; in altri casi i romanzi sono stati pubblicati negli USA solo in un secondo tempo: pertanto, malgrado l'originale composizione in lingua inglese e l'esistenza di titoli ugualmente in inglese, accade spesso che le prime edizioni dei romanzi di Ben Pastor non siano statunitensi. Non di rado l'edizione primaria è italiana dato che nel nostro Paese - e presso editori diversi -, l'opera romanzesca di Ben Pastor viene abitualmente pubblicata con tempestività.

## Premi
- 1994 - American Pen Women Award.
- 1999 - Norwich University Board of Fellows Faculty Development Prize
- 2006 - Premio Saturno d'oro come miglior scrittrice di romanzi storici (assegnato nel corso della seconda edizione del Saturno International Film Festival).
- 2008 - Vincitrice della 4ª edizione del Premio International de Nòvela Historica Ciudad de Zaragoza (Spagna) con il romanzo Conspiratio. El caso del ladròn de agua.
- 2018 - Vincitrice del 45° Premio Flaiano speciale internazionale per la letteratura.
- 2021 - Premio Emilio Salgari per il romanzo d'avventura.
- 2021 - Premio Profondo Giallo.
- 2025 - Orbetello Book Prize: tributo alla carriera

## Premi europei
2008 Vincitrice della quarta edizione del Premio International de Nòvela Historica Ciudad de Zaragoza (Spagna) con il romanzo Conspiratio. El caso del ladròn de agua.
2018 Vincitrice della quarantacinquesima edizione del Premio internazionale Flaiano per la letteratura